# Roxann Dawson

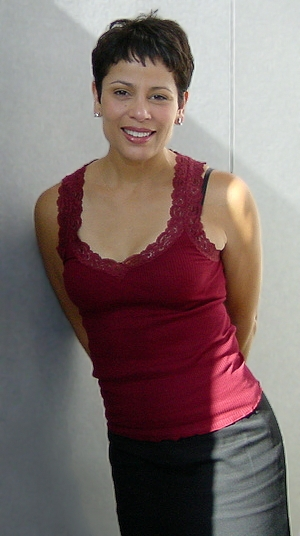
Roxann Dawson (2003)

Roxann Dawson (auch Roxann Biggs-Dawson; * 11. September 1958 in Los Angeles, Kalifornien) ist eine US-amerikanische Schauspielerin und Regisseurin.

## Biografie
Dawson wurde als Roxann Caballero geboren. Von 1985 bis 1987 war sie mit dem Schauspieler Casey Biggs (u. a. zu sehen in Star Trek: Deep Space Nine als Legat Damar) verheiratet, weshalb sie von 1988 bis 1994 als Roxann Biggs in den Credits aufgeführt wurde. 1994 heiratete sie den Casting Director Eric Dawson, mit dem sie zwei Töchter hat.
Dawson studierte an der University of California, Berkeley Theaterwissenschaften und machte 1980 ihren Abschluss. In New York City hatte sie Rollen an verschiedenen Theatern und Stücken, unter anderem in A Chorus Line.
Dawson wurde vor allem durch die Serie Star Trek: Raumschiff Voyager (1995–2001) bekannt, in der sie Lieutenant B’Elanna Torres spielte. Seit dem Ende der Serie arbeitet Dawson vor allem als Regisseurin, unter anderem für Charmed – Zauberhafte Hexen, Crossing Jordan – Pathologin mit Profil, O.C., California, Cold Case – Kein Opfer ist je vergessen und Star Trek: Enterprise.
Sie unterstützt auch die Half the Sky Foundation, eine Stiftung zur Unterstützung von Waisenkindern in China. U.a. versteigerte sie ihre Maske der B'Elanna Torres und spendete den Erlös.

## Filmografie (Auswahl)
Als Schauspielerin
- 1985: A Chorus Line
- 1988: Broken Angel (Fernsehfilm)
- 1989: Schwestern (Nightingales, Fernsehserie, 13 Folgen)
- 1990: Baywatch – Die Rettungsschwimmer von Malibu (Baywatch, Fernsehserie, Folge 1x14)
- 1991: Schuldig bei Verdacht (Guilty by Suspicion)
- 1992: Ein dreckiges Spiel (Dirty Work, Fernsehfilm)
- 1992: Todsünden (Mortal Sins, Fernsehfilm)
- 1992: Jake & McCabe (Fernsehserie, Folge 5x13)
- 1995–2001: Star Trek: Raumschiff Voyager (Star Trek: Voyager, Fernsehserie, 166 Folgen)
- 1996: Darkman III – Das Experiment (Darkman III: Die Darkman Die)
- 2000: Seven Days – Das Tor zur Zeit (Seven Days, Fernsehserie, Folge 2x10)
- 2002: Star Trek: Enterprise (Enterprise, Fernsehserie, Folge 2x04, Stimme)
- 2003: The Lyon’s Den (Fernsehserie, drei Folgen)
- 2004: Jesus the Driver
- 2004: Without a Trace – Spurlos verschwunden (Without a Trace, Fernsehserie, Folge 2x24)
- 2011: The Closer (Fernsehserie, Folge 7x07)

Als Regisseurin
- 1999, 2001: Star Trek: Raumschiff Voyager (Star Trek: Voyager, Fernsehserie, 2 Folgen)
- 2001–2004: Star Trek: Enterprise (Fernsehserie, 10 Folgen)
- 2004–2005, 2007: Crossing Jordan – Pathologin mit Profil (Crossing Jordan, Fernsehserie, 12 Folgen)
- 2005–2009: Cold Case – Kein Opfer ist je vergessen (Cold Case, Fernsehserie, 8 Folgen)
- 2006: Lost (Fernsehserie, Folge 2x13)
- 2007–2010: Heroes (Fernsehserie, 3 Folgen)
- 2008–2011: The Closer (Fernsehserie, 4 Folgen)
- 2010–2012: The Mentalist (Fernsehserie, 3 Folgen)
- 2010–2012: Good Wife (The Good Wife, Fernsehserie, 3 Folgen)
- 2013: Under the Dome (Fernsehserie, Folge 1x09)
- 2013–2014: Major Crimes (Fernsehserie, 2 Folgen)
- 2013–2015: Marvel’s Agents of S.H.I.E.L.D. (Fernsehserie, 3 Folgen)
- 2014–2015: Bates Motel (Fernsehserie, 2 Folgen)
- 2017: House of Cards (Fernsehserie, Folgen 5x08–5x09)
- 2017–2018: The Americans (Fernsehserie, Folgen 5x06, 6x04)
- 2017–2019: The Deuce (Fernsehserie, 3 Folgen)
- 2018: The Chi (Fernsehserie, Folge 1x06)
- 2019: Breakthrough – Zurück ins Leben (Breakthrough)
- 2019–2020: This Is Us – Das ist Leben (Fernsehserie, Folgen 3x10, 4x17)
- 2020: Penny Dreadful: City of Angels (Fernsehserie, Folgen 1x05, 1x06)
- 2021–2023: Foundation (Fernsehserie, Folgen 1x08, 1x09, 2x08, 2x09)